# Маки, Фумихико
Фумихико Маки (яп. 槇 文彦 Маки Фумихико, 6 сентября 1928, Токио — 6 июня 2024) — японский архитектор, который стоял у истоков движения метаболистов.
В 1952 году окончил Токийский университет, а затем получил две научные степени — в Мичиганской академии искусств и в Гарвардской школе искусств.
В 1950-е годы работал и преподавал в США. С 1969 по 1992 год возглавлял проектирование жилого квартала Hillside Terrace Complex в Токио.
В 1993 году ему была вручена Притцкеровская премия. В 2003 году закончил возведение штаб-квартиры телекомпании «Асахи». Кавалер Золотой медали Американского института архитектуры (2011).
Участвовал в проектировании нового здания ООН, одной из башен Всемирного торгового центра и транспортного центра в Тайбэе.
Умер 6 июня 2024 года в возрасте 95 лет.